# Базанова, Юлия Ивановна
Юлия Ивановна Базанова (урождённая Лявдонская) (26 июня 1849 — 28 августа 1924) — купчиха 1-й гильдии, благотворительница, почётная гражданка Иркутска и Москвы.

## Биография

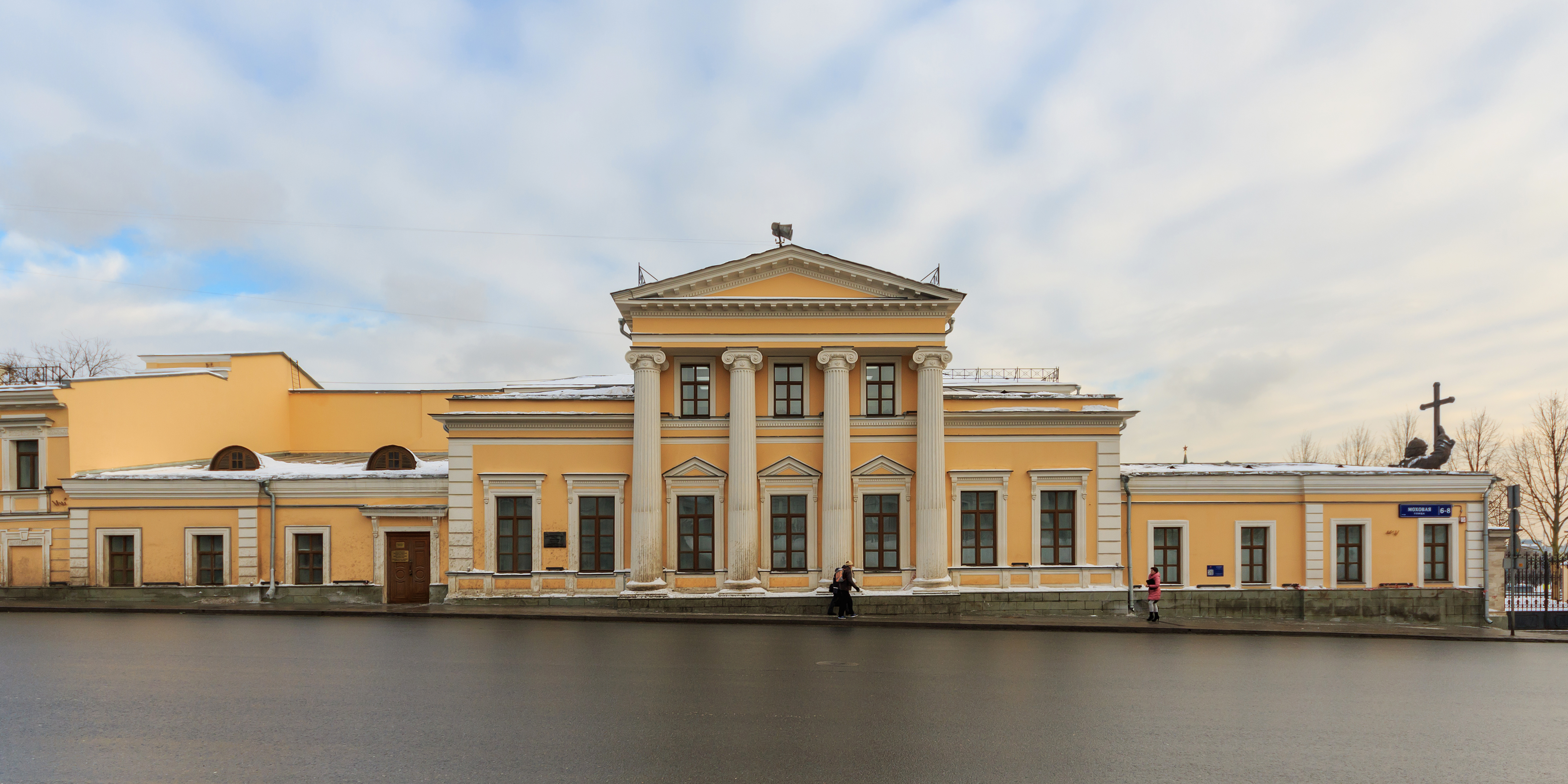
Дом Базановых на Моховой

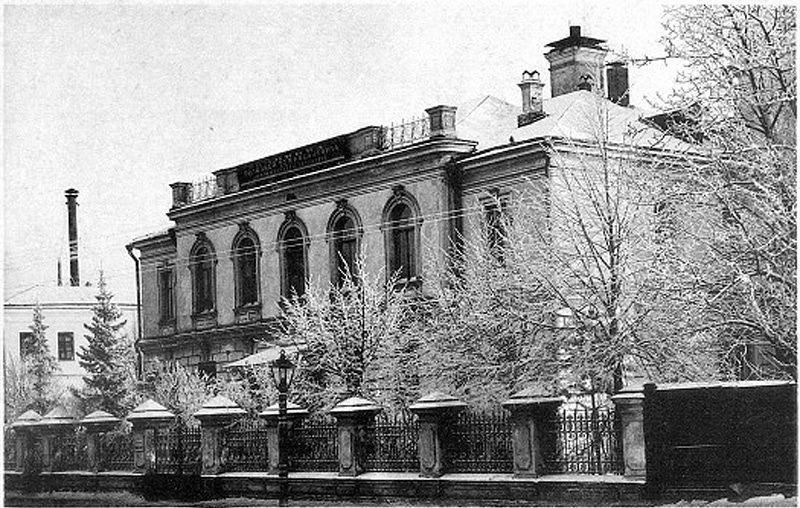
Клиника ушных и горловых болезней имени Базановой

Родилась в Сибири в семье бедного офицера Лявдонского. Воспитывалась дедушкой, потому что родители рано умерли.
После окончания Девичего института Восточной Сибири вышла замуж за Петра Ивановича Базанова, сына местного купца и золотопромышленника, действительного статского советника И. И. Базанова, славившегося своей благотворительностью. Муж Юлии Ивановны умер рано, оставив большое наследство, и они с дочерью Варварой жили «под покровительством семьи мужа».
В 1893 году после смерти своего свёкра (И. И. Базанова) Юлия Ивановна, став единственной обладательницей основной части капитала семьи Базановых (8 миллионов рублей), продолжила семейную благотворительную деятельность. С именем Ю. И. Базановой связана история многих заведений и организаций Иркутска. Среди них приют для арестантских детей, детский сад, Базановский воспитательный дом, учительская семинария, детская Ивано-Матренинская больница, бактериологическая станция в Иркутске. Об Ивано-Матренинской больнице современники писали: «…таких больниц, как только что освященная Ивано-Матренинская больница, мало даже в Европе. Лица, видевшие берлинскую больницу и больницу св. Ольги в Москве, находят, что иркутская во многих отношениях имеет преимущества перед ними». Особой заботой с её стороны пользовался Базановский приют. Он принимал самых маленьких: новорожденных и грудных детей. Подобного ему не было во всей Восточной Сибири. Только в 1877, через три года после открытия, в него было принято 115 мальчиков и 138 девочек, а с середины 1880-х — до тысячи подкидышей.
В начале 1890-х вместе с дочерью переехала на постоянное место жительства в Москву. В Москве Базановы проживали в собственном доме на Моховой улице (1892—1906). Самым значительным благотворительным актом в Москве стало сооружение Клиники болезней уха, носа и горла в Клиническом городке Московского университета на Девичьем поле, которая была открыта в 1896. На строительство и оснащение клиники Базанова выделила миллион рублей и выписала из-за границы самую современную на тот момент аппаратуру. Уже после открытия Базанова выделила ещё 75 тысяч рублей на строительство и оборудование дополнительных зданий при клинике. На развитие клиники, её содержание, издание научного журнала и прочие нужды, внесла дополнительно 515 тысяч. В общей сложности, на научно-практический центр ушных, носовых и горловых болезней Базанова потратила полтора миллиона рублей. Клиника была подарена Московскому императорскому Университету. Московская Городская Дума, желая отдать должное вкладу Юлии Базановой, присвоила клинике её имя. По инициативе Совета Московского университета в холле клиники был установлен мраморный бюст её основательницы, заказанный скульптору Р. Р. Баху с табличкой: «Юлии Ивановне Базановой в знак глубочайшей признательности за величайший дар и за бескорыстную деятельность на пользу старейшего русского университета как назидательный пример потомству. Совет Императорского Московского университета. 8 мая 1896 года». Император Николай II выразил ей Высочайшую благодарность и подарил портрет с собственноручной подписью. Помимо этого в 1897 она была удостоена золотой медали на Аннинской ленте «За усердие».
Кроме постройки клиники, Ю. И. Базанова участвовала в сооружении Психиатрической больницы им. Н. А. Алексеева. По личной просьбе Л. Н. Толстого оказала содействие в переезде за океан кавказских духоборов, потратив на это почти 7 миллионов рублей.

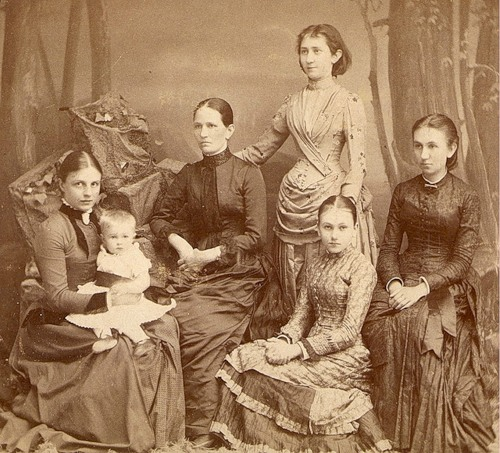
Юлия Базанова с дочерью Варварой с внучкой Юлией и другими родственницами из семейств Сиверсов и Кельхов на даче в Ялте

Почётный член общества для пособия нуждающимся студентам (с 1887 года), член попечительского совета общежития Московского университета. Делала крупные вклады на разнообразные нужды Московского университета: взносы на устройство благотворительных стипендий и обеспечение льготных квартир в студенческом общежитии, пожертвование Зоологическому отделению Общества любителей естествознания. Положила основание фонду студенческой медицинской библиотеки имени Воронцовского. На предоставленные Ю. И. Базановой и её дочерью В. А. Базановой-Кельх средства в университете были устроены первые студенческие столовые удешевлённых и бесплатных обедов. Финансировала строительство и оснащение ЛОР-клиники в Клиническом городке.
О благотворительности Юлии Базановой вспоминал редактор «Восточного обозрения» И. И. Попов: «Она раздала все свои миллионы, и у неё осталось всего 300 тыс. руб., из процентов с которых она и отдавала добрую половину на общественные дела. Всегда в темном платье, довольно высокая, стройная, затянутая и хорошо сохранившаяся, Юлия Ивановна, которой так многим была обязана Москва, Сибирь, университет и сибирское общество, держала себя скромно, даже застенчиво и не любила, когда у неё целовали руку». За значительные пожертвования в социальную и культурную жизнь города в 1909 Ю. И. Базановой было присвоено звание «Почетная гражданка города Иркутска». Её портрет украшал зал заседаний иркутской городской думы.
В 1905 году на Ленских рудниках, которыми Базанова владела совместно с дочерью, произошло восстание, сильно подорвавшее положение капитала. Рудники были проданы английской компании. В 1906 году Юлия Базанова вынуждена была продать и свой дом на Моховой и съехать в съемную квартиру. Отказывая себе, она изо всех сил продолжала поддерживать те проекты, начинательницей которых была.
Юлия Базанова умерла 28 августа 1924 года, похоронена на Введенском кладбище в фамильном склепе Кельхов рядом с первым мужем дочери (8 уч.).
В 2017-м году у семьи представителей третьего поколения её потомков был обнаружен архив Юлии Ивановны, материалы из которого вошли в биографический фильм о ней и её благотворительной деятельности.